# Stollenhof (Schnelldorf)
Stollenhof ist ein Gemeindeteil der Gemeinde Schnelldorf im Landkreis Ansbach (Mittelfranken, Bayern). Stollenhof liegt in der Gemarkung Unterampfrach.

## Geografie
Der Weiler liegt an der Ampfrach. Im Nordwesten liegt der Ampfrachsee, der Teil eines Naturschutzgebietes ist, im Westen grenzt das Matschwindenfeld an. Zwei Anliegerwege führen zu einer Gemeindeverbindungsstraße (0,2 km südwestlich bzw. 0,2 km südöstlich), die nach Unterampfrach zur AN 38 (1,6 km östlich) bzw. zu einer Gemeindeverbindungsstraße (0,9 km westlich) verläuft, die zur Kreisstraße AN 4 bei Schnelldorf (1,7 km westlich) bzw. nach Ransbach an der Holzecke führt (0,9 km südlich).

## Geschichte
Stollenhof lag im Fraischbezirk des ansbachischen Oberamtes Feuchtwangen. Im Jahre 1732 bestand der Ort aus vier Anwesen (1 Mahlmühle, 1 Hof, 2 Güter) und 1 Gemeindehirtenhaus. Die Dorf- und Gemeindeherrschaft und die Grundherrschaft über alle Anwesen hatte das Vogtamt Ampfrach. Von 1797 bis 1808 unterstand der Ort dem Justiz- und Kammeramt Feuchtwangen.
Mit dem Gemeindeedikt (frühes 19. Jahrhundert) wurde Stollenhof dem Steuerdistrikt und der Ruralgemeinde Unterampfrach zugeordnet. Im Zuge der Gebietsreform in Bayern wurde Stollenhof am 1. Januar 1972 nach Schnelldorf eingemeindet.

### Baudenkmäler
- Stollenhof 2: Fischgrenzstein, um 1700; oberhalb des Stollenhofes bei Unterampfrach an der Ampfrach (rechtsseitig); Bergung durch Flurbereinigung vorgesehen.[7]
- Stollenhof 4: Fischgrenzstein, um 1700; im Gelände der ehem. Stollenmühle zugeschüttet.[7]

### Einwohnerentwicklung
| Jahr      | 001818 | 001840 | 001861 | 001871 | 001885 | 001900 | 001925 | 001950 | 001961 | 001970 | 001987 |
| Einwohner | 24     | 28     | 33     | 25     | 40     | 29     | 31     | 38     | 30     | 22     | 13     |
| Häuser    | 5      | 5      |        |        | 5      | 5      | 5      | 5      | 5      |        | 6      |
| Quelle    | [ 9 ]  | [ 10 ] | [ 11 ] | [ 12 ] | [ 13 ] | [ 14 ] | [ 15 ] | [ 16 ] | [ 17 ] | [ 18 ] | [ 1 ]  |

## Religion
Der Ort ist seit der Reformation evangelisch-lutherisch geprägt und bis heute nach St. Sebastian und St. Veit (Unterampfrach) gepfarrt. Die Einwohner römisch-katholischer Konfession sind nach St. Ulrich und Afra (Feuchtwangen) gepfarrt.